# ワルテル・パンディアーニ
ワルテル・パンディアーニ（Walter Gerardo Pandiani Urquiza, 1976年4月27日 - ）はウルグアイ・モンテビデオ出身の元サッカー選手。元ウルグアイ代表。ポジションはフォワード。

## 経歴

### クラブ
ウルグアイの首都モンテビデオに生まれた。学生時代にはバレーボールの全国大会で優勝したことがある。地元のCAプログレッソからプロデビューし、CAバサニェスとCAペニャロールを経て2000年にスペインのデポルティーボ・ラ・コルーニャに移籍し、Super Depor（スーペル・デポル）と呼ばれたクラブの黄金時代の一端を担った。決して不動のレギュラーではなかったが、攻撃時に最も重要な要素のひとつであった。2002-03シーズンにレンタル移籍したRCDマヨルカでは13得点を挙げ、さらにコパ・デル・レイで優勝する成功のシーズンを送り、デポルティーボに復帰した2003-04シーズンにも13得点を挙げた。2004年12月5日のラシン・サンタンデール戦で後半ロスタイムにフリーキックで同点弾を決めるなど、2004-05シーズンは前半戦だけで6得点を挙げていたが、ハビエル・イルレタ監督と何度も口論になったことから2005年1月にはイングランドのバーミンガム・シティFCにレンタル移籍した 。デビュー戦のサウサンプトンFC戦で移籍後初得点を決め、2-1で勝利した。
2004-05シーズン後半戦にはさらに3つのゴールを積み重ね、デポルティーボに復帰する意思がないことを主張していた彼は、2005年7月30日に移籍金300万ポンド（約450万ユーロ、約6億750万円）でバーミンガムへの完全移籍を果たした。しかし、良い頃のフォームを取り戻すことはできず、2005-06シーズン前半戦は先発出場7試合で2得点と低迷したため、2006年1月13日には移籍金100万ポンド（約150万ユーロ、約2億300万円）の2年契約でRCDエスパニョールへ完全移籍した。2006-07シーズンのUEFAカップでは大会得点王に輝く活躍でチームを準優勝に導いた。リーグ戦では7得点し、特にエスタディオ・サンティアゴ・ベルナベウでのレアル・マドリード戦では前半だけでハットトリックを達成したが、試合には3-4で敗れている。
2007年夏、CAオサスナに移籍した。2007-08シーズンはほとんど出場機会を与えられなかったが、2008年10月中旬にホセ・アントニオ・カマーチョ監督が就任するとリーグ戦で活躍し、2008-09シーズンは11得点を挙げてチーム内得点王になった。とりわけヘディングではアルバロ・ネグレドと並んでリーグトップタイの7得点を記録した。2009-10シーズンも二桁得点を挙げ、そのうち6得点をヘディングで記録した。2010年5月26日には契約を1年間延長した。2010-11シーズンのCAオサスナは開幕から3試合無得点が続いたが、4節のレアル・ソシエダ戦でチームのシーズン初得点を決めた。
2011年8月31日、RCDエスパニョールにフリートランスファーで移籍した。
2013年10月、長男のニコラスと共にCSミラマール・ミシオネスに加入し、13年ぶりに母国復帰を果たした。
現役プレーヤーとしての契約を待ちながら、2014年シーズンより、スペイン・カタルーニャ地方リーグのCDマスノウにてジュニア・チームの監督に就任。
2015年6月、スイス・チャレンジリーグのFCローザンヌ・スポルトに加入。
2016年6月16日、引退を表明。

### 代表
2001年3月28日、2002 FIFAワールドカップ・南米予選のパラグアイ戦でウルグアイ代表デビューした。スペインに渡って充実した経歴を送っていたにもかかわらず、ウルグアイ代表としては4試合にしか出場していない。

## エピソード
デポルティーボ・ラ・コルーニャに在籍していた時に赤い大型トラックを購入し、練習場に乗り付けてチームメイトを驚かせたことがあった。しかし、このトラックは大きすぎたために、自宅のある住宅街には乗り入れられなかった。

## タイトル
CAペニャロール
- ウルグアイ・プリメーラ・ディビシオン : 1999

デポルティーボ・ラ・コルーニャ
- コパ・デル・レイ : 2001-02
- スーペルコパ・デ・エスパーニャ : 2002

RCDマヨルカ
- コパ・デル・レイ : 2002-03

RCDエスパニョール
- コパ・デル・レイ : 2005-06